# Бенђин
Бенђин (пољ. Będzin) је град у Пољској у Војводству Шлеском у Повјату Бенђинском. Према попису становништва из 2011. у граду је живело 59.069 становника. Бенђин је основан у IX веку, а статус града има од 1358. Град се налази на Шлеској висоравни, а кроз њега протиче река Чарна Пшемша (пољ. Czarna Przemsza).

## Становништво
Према прелиминарним подацима са пописа, у граду је 2011. живело 59.069 становника.
| 2002.  | 2011.  | 2012.  |
| ------ | ------ | ------ |
| 59.210 | 59.069 | 58.735 |

По подацима из 2002. просечан доходак по глави становника је износио 1.663,93 злота

## Градске четврти
- Варпје (пољ. Warpie)
- Гзихов (пољ. Gzichów)
- Грођец (пољ. Grodziec)
- Ксавера (пољ. Ksawera)
- Лагиша (пољ. Łagisza)
- Малобондз (пољ. Małobądz)
- Сродмјешће (Старе мјасто/Стари град; пољ. Śródmieście (Stare Miasto))

## Партнерски градови
- Татабања
- Ижевск